# Donkino
Donkino (bułg. Донкино) – wieś w środkowej Bułgarii, w obwodzie Gabrowo, w gminie Trjawna. Obecnie wieś jest niezamieszkana.